# Никола Пушкаров
Нико̀ла Петков Пушка̀ров с псевдоним Пашканов е първият български почвоизследовател и родоначалник на почвознанието в България, както и деец на Вътрешната македоно-одринска революционна организация.

## Биография
Никола Пушкаров е роден на 14 декември 1874 година в Пирдоп, тогава в Османската империя. Брат е на генерал Стоян Пушкаров. Основното си образование завършва в родния си град, завършва гимназия в София и преподава като учител в Мирково. В периода 1898 – 1901 година следва естествени науки в Софийския университет.
Преподава в Скопската българска гимназия, където става член на ВМОРО. В 1902 година получава задача от Гоце Делчев да укрепи Скопския революционен окръг. Никола Пушкаров е избран и за председател на Скопския революционен комитет. Преди началото на Илинденско-Преображенското въстание, като началник на въстаническите сили в Скопския революционен окръг, довежда от България чета, която пренася 100 kg динамит и 200 бомби. Четата му се състои от 18 души, между които трима дезертирали от Ломския полк войници – подофицер Димитър Боянов, Тодор Паница и Димитър Баев, и тримата от Търново, учителите Милан Ангелов и Александър Антонов, студентът от Петербург Христо Шалдев, руснакът гимназист от Тифлис, Роман Стефанович, а останалите са от Щипско, Кумановско и Велешко. В четата влиза и бъдещият кумановски войвода Кръсто Лазаров.
Четата му участва и в новосформирана чета, заедно с войводите Сотир Атанасов, Атанас Мурджев и Димитър Ганчев. На 1 август четата на Пушкаров взривява линията при Новачани и дерайлира военна композиция с 32 вагона. На 3 и 5 август съответно, разбиват турско охранително отделение на моста на река Вардар и дават сражение във Ветърския манастир. На 20 август четата бяга през Враня в Кюстендил. Никола Пушкаров сформира нова чета, с която навлиза в Македония към Крива паланка, и през октомври след сражение в Пролесия се връща в България. Пушкаров е редактор на организационния бюлетин „Свобода или смърт“.
След въстанието Пушкаров се връща в България и се посвещава на научна работа. Жени се за Славка Чакърова-Пушкарова от Струга. През 1911 г. по предложение на Пушкаров се създава Почвен отдел към Министерството на земеделието и той става началник на секцията. До 1914 г. провежда редица проучвания и пише обстойни научни трудове. Същата година е изпратен в Германия със задачата да специализира почвознание. През 1919 г., вече завърнал се в България, е назначен за директор на Земеделската опитна станция. След Първата световна война е деец на Временното представителство на бившата ВМОРО. Занимава се е с проучване на почвените типове и торопотребността им, създава първата почвена карта на България през 1931 г. Пушкаров води научна полемика с двама учени специалисти агрономи, единият от които е проф. Янаки Моллов, който по-късно става министър на земеделието и уволнява Пушкаров. През 1926 г. е върнат на работа в Земеделския изпитателен институт. След преврата през 1934 г. е повторно отстранен по политически причини. Така преждевременно пенсиониран, той се отдава на научните си занимания в домашния си кабинет.
Пушкаров е активен член на Българското пещерно дружество и е негов председател през 1936 и 1939 година. Документирани са неговите проучвания в Карлуковския басейн (1935) и пещерата при Гавраилово (1936).
Почива на 18 февруари 1943 г.
Родната му къща в Пирдоп днес е къща–музей. На неговото име е наречен Институтът по почвознание в София.